# En-nun-tarah-ana
En-nun-tarah-ana de Uruk fue el noveno gobernante de Sumeria en la Primera Dinastía de Uruk (ca. siglo XXVI a. C.), según la Lista Real Sumeria.